# Misologie
La misologie, mot formé à partir du grec misos (« la haine »), et logos (ici, « la raison »), désigne la « haine du logos », c'est-à-dire le dégoût ou la répulsion qu'un individu peut éprouver pour les raisonnements de la logique formelle. La notion provient de la tradition philosophique occidentale, et a été un objet de réflexion pour les philosophes de Platon jusqu'à Kant.

## La misologie dans la philosophie antique

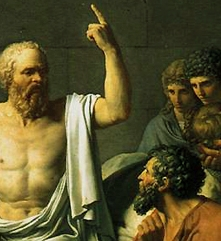
Scène du Phédon : Socrate discutant avec ses amis (détail du tableau de Jacques-Louis David, La mort de Socrate, 1787).

Platon a analysé dès l'Antiquité le sens et la genèse de la misologie, dans le Phédon. Dans ce dialogue, Socrate explique à ses interlocuteurs que la « misologie », ou haine de la raison, a des origines semblables à celles de la « misanthropie », ou haine des hommes. Toutes deux viennent, en effet, d'un excès de confiance accordé à des raisonnements (pour la première) ou à des personnes (pour la seconde), sans les connaître ou les avoir examinés suffisamment. Par suite, après avoir fait plusieurs fois l'expérience qui consiste à se rendre compte que des personnes en qui l'on avait confiance n'étaient en réalité pas fiables, « on finit, à force de déceptions, par détester tous les hommes et par estimer qu'en aucun il n'y a rien de rien qui vaille quelque chose ». De même, après avoir cru en certains raisonnements qu'on tenait pour vrais, et qui se sont ensuite révélés faux, on peut être tenté, au bout du compte, de penser « qu'il n'y a rien de rien de sain ni d'assuré en aucune chose, ni en aucun raisonnement » : voilà comment commence, selon Platon, la misologie.
Socrate, dans ce passage du Phédon, attribue surtout cette posture à ceux qui aiment faire des discours contradictoires, mais il s'agit d'une attitude par laquelle n'importe qui peut être tenté – comme le montre le début du passage, où Socrate invite ses amis à « ne pas se laisser envahir par ce sentiment ». Le verdict de Socrate, à la fin du passage cité, est accablant pour la misologie : il s'agit selon lui d'un sentiment « lamentable », car si nous faisons des raisonnements faux, c'est notre propre faute, et se mettre pour cela à haïr la raison, c'est « refuser d'en rendre responsable soi-même, ou sa propre incompétence », et finalement « se complaire à rejeter sa propre responsabilité sur les raisonnements ». Bref, il s'agit d'un sentiment excessif qui néglige l'existence de raisonnements vrais et droits, et revient à nier la possibilité même de la connaissance, en fuyant ses responsabilités.
On peut faire des rapprochements entre cette haine de la raison et le relativisme professé par certains sophistes de l'époque, comme Protagoras, contemporain de Socrate. En ce sens, on retrouve dans cette notion, plus largement, l'opposition fondamentale entre le philosophe et le sophiste. Le philosophe utilise en effet la dialectique et les raisonnements pour chercher la vérité et le savoir, tandis que le sophiste utilise la rhétorique et joue sur les sentiments pour persuader les foules et l'emporter sur ses adversaires, sans se préoccuper fondamentalement de la vérité ni de la rigueur démonstrative. Les sophistes, rejetant l'idée d'une vérité universelle, et optant pour le relativisme, tendent ainsi à privilégier le désir de victoire au désir de savoir, ce qui peut apparaître comme un mépris de la raison. On peut aussi faire le lien entre la misologie et les notions plus tardives de scepticisme et de nihilisme.

## La misologie dans la philosophie moderne

### Chez Descartes
Selon Descartes, si les préjugés persistent après une démonstration rationnelle accompagnée de preuves, c'est à cause de la misologie. On peut alors chercher les causes de la misologie : comment un être de raison peut-il ignorer la raison ?[réf. nécessaire]

### Chez Kant
Kant, dans sa Fondation de la métaphysique des mœurs, met cette haine de la raison en lien avec l'incapacité qu'a cette dernière de mener l'homme au bonheur. Les hommes qui cultivent la raison et la réflexion (les intellectuels) en viennent en effet à envier les hommes conduits par leurs seuls instincts (les gens simples), qui semblent accéder à un bonheur que la raison ne permettra jamais d'atteindre :
« Plus une raison cultivée s'occupe de poursuivre la jouissance de la vie et du bonheur, plus l'homme s'éloigne du vrai contentement. Voilà pourquoi chez beaucoup, et chez ceux-là mêmes qui ont fait de l'usage de la raison la plus grande expérience, il se produit, pourvu qu'ils soient assez sincères pour l'avouer, un certain degré de misologie, c'est-à-dire de haine de la raison. En effet, après avoir fait le compte de tous les avantages qu’ils retirent, je ne dis pas de la découverte de tous les arts qui constituent le luxe ordinaire, mais même des sciences (...), ils trouvent qu’en réalité ils se sont imposé plus de peine qu’ils n’ont recueilli de bonheur ; aussi, à l’égard de cette catégorie plus commune d’hommes qui se laissent conduire de plus près par le simple instinct naturel et qui n’accordent à leur raison que peu d’influence sur leur conduite, éprouvent-ils finalement plus d’envie que de dédain. »
— Kant, Fondation de la métaphysique des mœurs
« Puisque, en effet, la raison n’est pas suffisamment capable de gouverner sûrement la volonté à l’égard de ses objets et de la satisfaction de tous nos besoins (qu’elle-même multiplie pour une part) et qu’à cette fin un instinct naturel inné l’aurait plus sûrement conduite ; puisque néanmoins la raison nous a été départie comme puissance pratique, c’est-à-dire comme puissance qui doit avoir de l’influence sur la volonté, il faut que sa vraie destination soit de produire une volonté bonne, non pas comme moyen en vue de quelque autre fin, mais bonne en soi-même ; c’est par là qu’une raison était absolument nécessaire, du moment que partout ailleurs la nature, dans la répartition de ses propriétés, a procédé suivant des fins. Il se peut ainsi que cette volonté ne soit pas l’unique bien, le bien tout entier ; mais elle est néanmoins nécessairement le bien suprême, condition dont dépend tout autre bien, même toute aspiration au bonheur. »
— Kant, Fondation de la métaphysique des mœurs
Il écrit aussi, dans Logique (1800) :
« Celui qui hait la science mais qui aime d’autant plus la sagesse s’appelle un misologue. La misologie naît ordinairement d'un manque de connaissance scientifique à laquelle se mêle une certaine sorte de vanité. Il arrive cependant parfois que certains tombent dans l’erreur de la misologie, qui ont commencé par pratiquer la science avec beaucoup d’ardeur et de succès mais qui n’ont finalement trouvé dans leur savoir aucun contentement. La philosophie est l’unique science qui sache nous procurer cette satisfaction intime, car elle referme, pour ainsi dire, le cercle scientifique et procure enfin aux sciences ordre et organisation. »
— Kant, Logique

## Autres adeptes de la misologie
- La pensée de Léon Chestov (1866-1938) s'apparente à la misologie selon Daniel Epstein[9].
- Introduite en 1941 par le critique littéraire Jean Paulhan, la misologie, en tant que méfiance ou haine envers le langage, est également une notion théorique s'appliquant à la littérature et au discours littéraire selon François Demont[10].